# 6170 Levasseur
6170 Levasseur eller 1981 GP är en asteroid i huvudbältet som upptäcktes den 5 april 1981 av den amerikanske astronomen Edward L.G. Bowell vid Anderson Mesa Station. Den är uppkallad efter fransyskan Anny-Chantal Levasseur-Regourd.